# Arturo Fajardo
Arturo Eduardo Fajardo Bustamante (ur. 17 lipca 1961 w Aiguá) – urugwajski duchowny rzymskokatolicki, od 2020 biskup Salto.

## Życiorys
Święcenia kapłańskie przyjął 8 maja 1988 i został inkardynowany do diecezji Minas. Pracował jako duszpasterz parafialny, był także m.in. ojcem duchownym, wychowawcą oraz rektorem seminarium w Montevideo.
27 czerwca 2007 został prekonizowany biskupem San José de Mayo. Sakry biskupiej udzielił mu 8 września 2007 abp Janusz Bolonek.
15 czerwca 2020 otrzymał nominację na biskupa Salto, zaś dwa miesiące później kanonicznie objął urząd.
W latach 2013–2019 pełnił funkcję wiceprzewodniczącego urugwajskiej Konferencji Episkopatu, zaś w 2019 został wybrany jej przewodniczącym.